# Romance (musik)
|  | For andre betydninger se Romance |
Romance i musikken er ifølge Salmonsen et ikke skarpt begrænset begreb og betegner vel egentlig kompositionen til et digt i romanceform, en mellemting mellem den simple, lyriske vise og den udførligere, dramatiske ballade, men betegnelsen benyttes også i den rene instrumentalmusik om et musikstykke, hvis indhold svarer til digtformen romance, og i hvilken det melodiske element er det overvejende.

## Forskellige bestemmelser
Da Levysohn i Salmonsen bruger en vending som "... et ikke
skarpt begrænset begreb og betegner vel egentlig ...", gives herunder flere formuleringer der skal hjælpe til at bestemme fænomenet.
Karl Clausen i Dansk Folkesang gennem 150 år
Ifølge Karl Clausen er "den danske romance" en lyrisk bevæget solosang med klaverakkompagnement; den kræver af sin udøver et medlevende sind og en vis tolkende og formende evne, og klaverakkompagnementet kan opfattes som et mere eller mindre medfortolkende element i helheden. Overgangen mellem romance og folkesang er flydende. Blandt romantikerne var "Ballade" og "Romance" gængse udtryk for folkevisen
Børge Friis i Musikkens lommeleksikon
Den musikalske romance er også beskrevet som dels en enkel og følelsesfuld, strofisk vokalkomposition (for eksempel Weyses romancer), dels en lyrisk farvet instrumentalkomposition i én sats med melodiøs solostemme.
Politikens Musikordbog
Ifølge Politikens Musikordbog dukker romancen op i 1700-tallets franske syngespil, hvor den er en elegisk kærlighedssang som kom via Tyskland til Danmark og hvor Weyse i 1800-tallet gav den en national dansk tone der blev videreført af blandt andre Heise og Lange-Müller
Niels Martin Jensen i Den danske romance 1800-1850 og dens musikalske forudsætninger
Niels Martin Jensen mener at det er nødvendigt med en skelnen mellem romancenavnet og et romancebegreb fordi romancenavnets konturer udviskes op gennem 1800-tallet. Han skelner derfor mellem tre former: kunstromancen, folkeviseromancen og den viseprægede romance og foretager denne skelnen for at kunne vise forskellige aspekter af romancegenren og følge den med større klarhed i dens udviklingsformer op gennem perioden.
Jensen skriver om romancegenren "... at [den] føres til Danmark med fransk syngespil, som tillige bestandig ligger bag ved de forvandlinger den undergår på hjemlig grund i den følgende tid. Såvel Hartmann som Schulz og Kunzen er i større eller mindre grad påvirket af fransk syngespilromance [...] Kunzen stadfæster kunstromancen i dansk tradition og grundlægger en lyrisk bevæget sangkunst ..." Folkeviseromancen opstår der hvor den litterære romance og syngespilromancen mødes, og grundlægges samtidig med genren i dansk musik af Johann Hartmann ..." Den viseprægede romance tilskriver Jensen Schulz; den kommer dog ikke til at indtage nogen central plads i den efterfølgende tids romancekunst, men vinder især frem hos de komponister der lægger vægt på kunstsangens folkelige funktion.
Fælles for alle tre grupper er den strofiske form, der i syngespillene adskiller dem fra de større sangformer, og tillige en så avanceret musikalsk udformning at de afgrænses mod den store mængde af tidens visestof. Men i syngespillene såvel som i sangstoffet uden for teatret er den viseprægede romance det område hvor grænserne bliver uklare. Her nærmer romancen sig andre retninger inden for tidens folkelige kunstsang: de mange små sentimentale strofiske sange, klubvisen og den begyndende fædrelandssang.

## Eksempler på instrumentalmusik med "romance/Romanze" i titlen
- Beethovens to Romanze for violin og orkester, no. 1 g dur, Op. 40, no. 2 i f dur, Op. 50 tager form af løse temaer og variationer.
- Antonín Dvoráks Romance i f mol for violin og orkester, Op. 11 (1873/1877)
- Camille Saint-Saëns' Romance i D for violoncello og orkester, Op. 51 (1877)
- Clara Schumanns Drei Romanzen for violin og piano, Op. 22 (1853) (link)
- Robert Schumanns Drei Romanzen (for piano), Op.28. (1839)
- Robert Schumanns Drei Romanzen (for obo eller violin og piano), Op.94. (1849)
- Jean Sibelius, Romances for piano Op 24, no. 9, Op. 78, no. 2.
- Johan Svendsens Romance for violin og orkester, Op. 26 (1881)
- Johannes Brahms' Romanze i f dur for piano, Op. 118, no. 5 (1893)
- Edward Elgars Romance for fagot og orkester, Op. 62. (1910)
- Ralph Vaughn Williamss Romanza, i hans koncert i f mol for bas tuba, no. 2 (1954)
- Anonym "Romance/ Romanza" for klassisk, også kendt som Spansk romance, Spanish Romance, Romance D'Amour, etc.
- Max Bruchs "Romanze for viola og orkester i f"
- Mozarts Romanze fra Eine kleine Nachtmusik, anden sats.